# Hohenbrugg-Weinberg
Hohenbrugg-Weinberg è stato un comune austriaco nel distretto di Südoststeiermark (fino al 31 dicembre 2011 distretto di Feldbach), in Stiria. È stato soppresso il 31 dicembre 2014 e dal 1º gennaio 2015 le sue frazioni di Hohenbrugg an der Raab e Weinberg an der Raab sono state aggregate al comune di Fehring assieme agli altri comuni soppressi di Hatzendorf, Johnsdorf-Brunn e Pertlstein.